# بوگومیل دیاکوف
بوگومیل دیاکوف (بلغاری: Богомил Дяков؛ زادهٔ ۱۲ آوریل ۱۹۸۴) بازیکن فوتبال اهل بلغارستان است.
از باشگاه‌هایی که در آن بازی کرده است می‌توان به باشگاه فوتبال لفسکی صوفیه اشاره کرد.
وی همچنین در تیم ملی فوتبال زیر ۲۱ سال بلغارستان بازی کرده است.